# Ilïyas Ämirseýitov
Ilïyas Erseýitulı Ämirseýitov (in kazako Ілияс Ерсейітұлы Әмірсейітов?; 22 ottobre 1989) è un calciatore kazako, difensore del Qaisar.

## Palmarès

### Competizioni nazionali
- Coppa del Kazakistan: 1

Qaýsar: 2019